# K-410 Smolensk
Le K-410 puis K-410 Smolensk (en russe : К-410 « Смоленск ») est un sous-marin nucléaire d’attaque soviétique puis russe du projet 949A « Anteï » (code OTAN : classe Oscar II). Il fait partie de la 11e division de sous-marins de la Flotte du Nord.

## Construction
La quille du K-410 est posée le 9 décembre 1986 au chantier naval Sevmash de Severodvinsk sous le numéro de coque 637. Le bâtiment est lancé le 20 janvier 1990 et il entre en service la 22 décembre après avoir validé une série d’essais en mer.

## Service
Le K-410 est affecté le 3 février 1991 à la 11e division de la 1re flottille de sous-marins de flotte du Nord, basée à Zapadnaïa Litsa. Le bâtiment arrive sur place le 14 mars. En avril 1991, dans le cadre de la préparation du transfert du K-173 Krasnoïarsk de la Flotte du Nord à la Flotte du Pacifique, l'équipage du K-410 est transféré au K-173 et celui du K-173 passe à bord du K-410. D'août à septembre de la même année, le K-410 rejoint le Pacifique en empruntant la route nord, sous la banquise dans des conditions difficiles. Pour cette campagne, le commandant du K-410 Arkadi Petrovitch Efanov est fait héros de la fédération de Russie par décret présidentiel du 15 juin 1994.
Il prend part à une mission opérationnelle en 1992. Le 3 juin de la même année, il est reclassé en « croiseur sous-marin nucléaire » (APK).
En 1993, il reçoit le prix du Commandant en Chef de la marine pour tir sur cible de surface. Le 6 avril il reçoit le parrainage des autorités de la ville de Smolensk et est renommé K-410 Smolensk. En 1994, il reçoit à nouveau le prix du Commandant en Chef de la marine pour tir sur cible de surface.
En 1995, le Smolensk participe à une mission opérationnelle au large de Cuba. Alors qu'il est en plongée, en mer des Sargasses, une avarie se déclare sur principale centrale électrique. Des réparations sont effectuées pendant deux jours par une équipe à bord, sans compromettre la furtivité et la sécurité du bâtiment. Les réparations sont effectuées par des marins du 8e compartiment (le compartiment des turbines) : O. Kondratiev, R. Salimov et B. Rybalov, sous le commandement du lieutenant-commandant V. Pavliouk.
En 1996, il participe à une mission opérationnelle et procède à des tirs de missiles. En 1997, il est photographié sur le dock flottant PD-1. En 1998 prix du Commandant en Chef de la marine pour tir sur cible de surface. En juin 1999, le bâtiment participe à l'exercice Zapad-99 (en).
En 2008, une IPER est programmée aux chantiers navals SRZ Zvezdochka (ru). Fin septembre 2011, le K-410 Smolensk arrive à Severodvinsk pour subir une IPER réparations/modernisation au chantier naval Zvezdochka, avec une remise en service prévue en août 2013. Le bâtiment est temporairement subordonné à la 39e brigade des sous-marins en construction réparations de la base navale de la mer Blanche. Il est mis sur dock en novembre.
Du 4 au 5 août 2012, il est remis à l'eau. Sa mise en service est alors annoncée pour l'été 2013.
Le 8 février 2013, la date de retour en service est confirmée. Le 3 mai retour en service de nouveau annoncé d'ici fin 2013. En août ou le 2 septembre, une vanne Kingston défectueuse est à l'origine de l'explosion dans une des caisses du ballast principal. Aucune victime n'a été signalée. Le 18 octobre le retour en service doit s'effectuer avant fin 2013. Le 7 novembre, les essais chantier du K-410 Smolensk sont repoussés au mois de décembre, alors qu'initialement son retour au service actif devait s'effectuer avant la fin 2013. Sa durée de vie annoncée est de 3 ans et demi après l'achèvement des travaux (soit mi-2017). Le 23 ou le 30 décembre, l'IPER s'achève et le Smolensk procède à des essais de navigation en mer. Les travaux de réparation et de modernisation sont l'occasion d'une mise à niveau des systèmes d'arme, du matériel électronique, du revêtement de la coque et du principal réacteur. Le combustible nucléaire est changé.  
Les réparations achevés, le K-410 Smolensk retourne à son port d'attache sur la péninsule de Kola. Le 13 septembre 2014, le K-410 Smolensk procède à un tir de missile P-700 Granit en coopération avec le K-119 Voronej, en plongée en mer de Barents.

## Commandants
1. Février 1988-avril 1991 : Ilya Nikolaïevitch Kozlov
2. Avril 1991-1994 : Arkadi Petrovitch Efanov
3. 1995-2008 : A. V. Milovanov
4. 2008-aujourd'hui : B. V. Morozov

### Sources et bibliographie
- (ru) A. Pavlov, Flotte de la force d'impact [« Ударная сила флота »], Iakoutsk,‎ 2001
- (ru) Y. I Alexandrov et А. Н. Gousev, Navires de guerre au tournant du XXe – XXIe siècle [« Боевые корабли на рубеже XX—XXI веков »], vol. 1, Saint-Pétersbourg, Galea,‎ 2000
- (ru) S. S. Berezhnoï, Les sous-marins nucléaires de la marine de l'URSS et de la Russie [« Атомные подводные лодки ВМФ СССР и России »], coll. « Naval » (no 7),‎ 2001
- (ru) V. Apalkov, Sous-marins [« Подводные лодки »], vol. 1, Saint-Pétersbourg, Galea,‎ 2002